# 브루누 페레이라 지 알부케르키
브루누 페레이라 지 알부케르키(포르투갈어: Bruno Pereira de Albuquerque, 1994년 7월 20일~)는 브라질의 축구 선수이다.